# 석화목
석화목(Petrified wood)은 나무가 돌이 된 것으로 대부분의 석화목은 나무가 규산염 돌이 된 규화목이다.

## 같이 보기
- 호박 (화석)
- 흑옥